# Palacio Barbieri
El Palazzo Barbieri es la sede del ayuntamiento de la ciudad de Verona y está situado en la Piazza Bra, una de las principales plazas de Verona (Véeto, Italia). 

## Historia

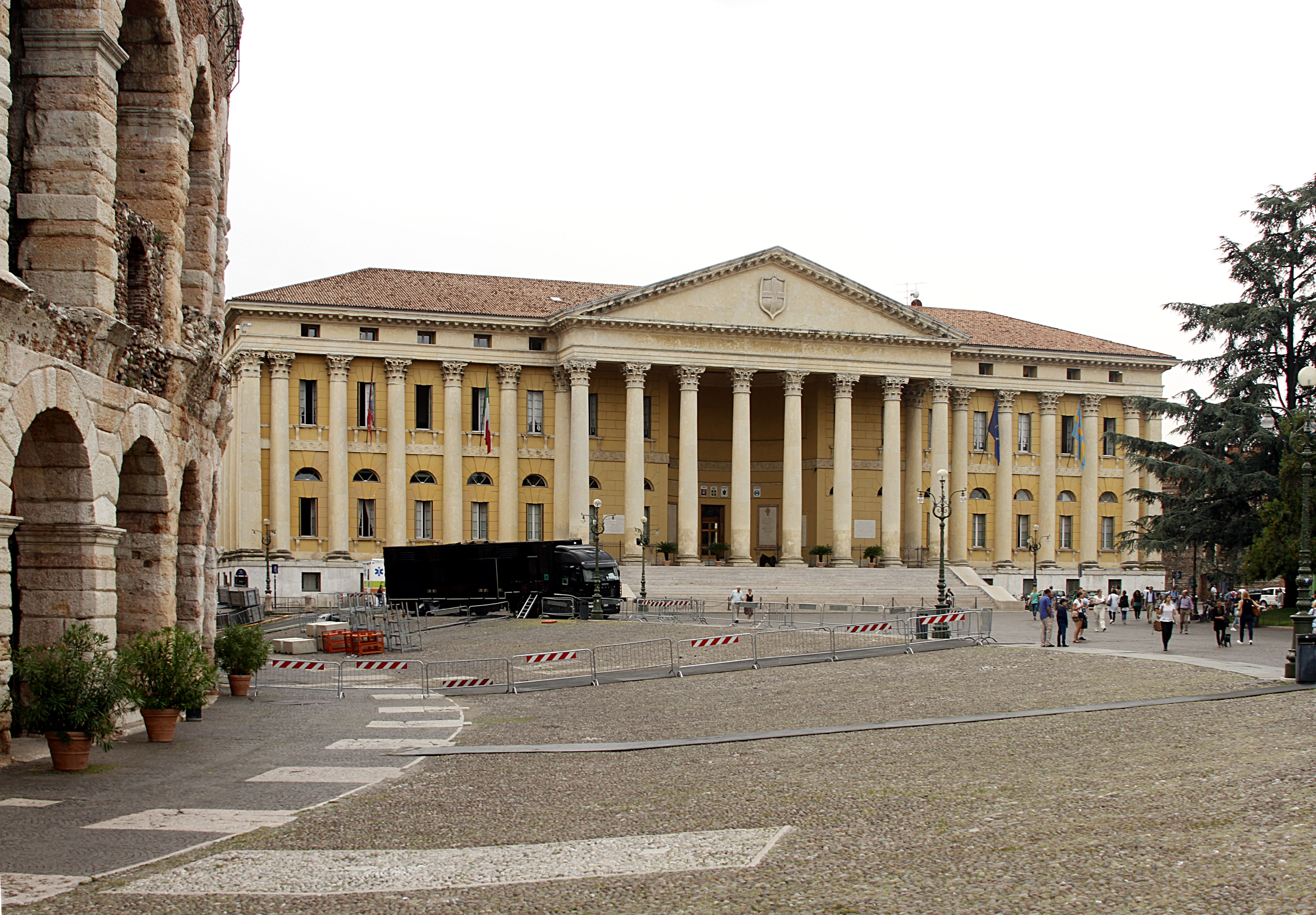
Palazzo Barbieri, Verona.

El Palazzo Barbieri es un edificio de estilo neoclásico diseñado por el ingeniero Giuseppe Barbieri, quien también fue el autor del Cementerio Monumental. La construcción comenzó en 1836 y se terminó en 1848. Durante la ocupación austriaca, se utilizó principalmente para usos militares. Después de la unión del Véneto al Reino de Italia por su importancia y su centralidad se convirtió en la sede de las oficinas municipales. 
En la noche del 23 de febrero de 1945, en uno de los más destructivos bombardeos de la Segunda Guerra Mundial, el palacio Barbieri fue alcanzado y gravemente dañado. En la posguerra fue rápidamente reconstruido y ampliado, con un proyecto de los arquitectos Raffaele Benatti y Guido Troiani, abriendo sus puertas en marzo de 1950. 

## La sala del consejo
La sala del consejo municipal está dominada por una pintura de Felice Brusasorci. La imagen de Paolo Farinati exhibida en el Salón de Tapices, se encargó en 1595 para celebrar ilustres hechos y acontecimientos en la ciudad.  
La fuente de las imágenes es la istoria di Verona de Girolamo Dalla Corte, publicado pocos años antes. La batalla, el legendario episodio de la historia de la ciudad, se llevó a cabo en 829 a orillas del río Garda. Hay dos escudos de armas del Municipio de Verona, marca de las tropas: el Palacio de Teodorico en la bandera a la izquierda y la cruz de color amarillo sobre azul en la bandera que se sitúa en el centro de la pintura. 
A la derecha de la pared está colgado un pequeño fresco de la segunda mitad del siglo XIV, por un artista desconocido, que representa a Cristo Crucificado entre la Virgen y San Juan. El fresco, fue donado al museo por el propietario en 1901. 

## La Sala de Tapices
El nombre de la sala viene de los textiles Arazzi que fueron colocados en la habitación en la Segunda Guerra Mundial.  En 1996 se retiraron los tejidos para restaurarlos (en el ínterin sustituidos con tapicería contemporánea). 
En la sala hay dos pinturas del siglo XVI, que representa una cena en la casa de Leví, un trabajo realizado en el taller de Paolo Veronese, aunque probablemente sea la obra de uno de sus alumnos. La otra pintura representa la victoria de Verona en 1164 contra Federico Barbarroja, realizada en 1598 por Paolo Farinati. 

## El Salón de la representación
En la habitación hay cuatro pinturas de diferentes épocas.  Dos representan la Piazza Erbe, una pintada en 1839 por Carlo Ferrari, que incorpora una escena popular y otra de Angelo dall'Oca Bianca (importante personalidad veronesa) en 1903, uno de sus más exitosos cuadros. En la sala se pueden ver además dos obras de Eugene Gignous.